# 군발 두통
군발 두통 (群發頭痛, Cluster headache)은 강렬한 아픔을 일으키는 두통 발작을 특징으로 하는, 일차성 (외적 원인이 아닌) 두통의 하나이다. 아픔의 특징으로서는 일측성으로 안와부를 중심으로 하는 격통이, 일정기간 (군발기)에 집중해 학질 1일 간에 발작을 몇 번이나 반복하는 것에 있다. 시상하부의 기능 이상이 관여하고 있다고 생각되고 있다. 군발 두통 발작기에 삼차신경 혈관계에 일하는 CGRP등의 뉴로 펩티드나 NO의 변화를 초래한다고 생각되고 있다. '국제 두통 분류 제 2판'에서는, 군발 두통 및 그 외의 삼차신경·자율 신경성 두통 (TACs)으로 분류되고 있다.
치료에는 발작의 예방약과 발작의 억제를 목적으로 한 약이 있다. 영국의 가이드라인에서는 예방에 베라파밀, 억제에 경비 트리프탄이나 산소를 추천하고 있다. 치료는 한정되어 있어 하버드 대학의 연구자는 LSD 등이 발작을 억제한다는 지견에서, 환각 작용이 없는 2-Bromo-LSD (BOL-148)에 의한 기초 연구를 거치고, 약으로서 승인되기 위한 연구 자금을 더해가고 있다.

## 징후와 증상
군발 두통은 극단적 강도의 격렬한 일방적 두통 공격의 반복적 발작이다. 전형적인 CH 공격 지속 시간은 약 15분에서 180분 사이이다. 대부분의 치료되지 않은 공격 (약 75%)은 60분 미만이다.
공격의 발병은 편두통에 특유한 징후 없이 신속하고 자주 발생한다. "그림자"라고 불리는 일반적인 공격 영역에서의 통증의 예비 감각은 임박한 CH를 나타낼 수 있으며, 공격이 지나간 후에도 이러한 증상이 지속될 수 있다. CH는 엄격히 일방적이지만, 군발 시기 사이에 "측면전환", 매우 드문 경우, 동시에 (동일한 군발 기간 내에서) 양측 두통이 문서화된 경우가 있다.

### 통증
통증은 머리의 한 쪽 (일방성), 눈 주위 (궤도성), 특히 눈 위쪽 (안와상성), 관자놀이 (일시성) 또는 어떤 조합으로도 발생한다. CH 공격의 통증은 심한 편두통을 포함한 다른 두통 상태보다 현저히 더 크다. 통증은 일반적으로 연소, 찌르는 것, 후비어 파거나 짜내는 것으로 묘사되며 눈 근처 또는 뒤에 위치할 수 있다. 군발 두통이 있는 사람들은 고통의 결과로 공격 동안 자살 충동을 경험할 수 있다. 그것은 가장 고통스러운 상태 중 하나로 보고된다.

### 다른 증상
군발 두통의 전형적인 증상은 두통 발작, 심각한 측성 궤도, 안와상 및 일시적인 통증의 군집화 된 발생 및 재발 (군집)을 포함한다. 치료하지 않고 방치하면 공격 빈도는 2일에 1회 공격에서 하루에 8회까지 다양하다. 군발 두통 발작은 안검하수, 축동, 결막 충혈, 눈물, 비루, 또한 가끔 적면, 부어 오름, 땀샘, 두통 등의 자율 증상 중 적어도 하나가 동반된다.
CH 동안 불안정 (예: 외장 또는 앞뒤로 흔들림), 감광성, 빛에 대한 혐오감 (광공포증) 또는 소음에 대한 민감성 (음성공포증)이 발생할 수 있다. 오심은 드문 증상이지만 보고된 바 있다. 2차적 영향에는 사고와 계획, 신체 고갈, 혼란, 동요, 공격성, 우울증 및 불안을 조직할 수 없음이 포함될 수 있다.
성병을 앓고 있는 사람들은 다른 두통에 직면할 것을 두려워하고 미래에 발생할 수 있는 신체적 또는 사회적 활동을 조정할 수 있다. 마찬가지로 정상적인 일을 수행하기 위해 도움을 청할 수도 있다. 정기적인 통증 때문에 계획을 세우는 것을 주저할 수도 있고, 반대로 통증 일정의 예측 불가능성을 이유로 망설일 수도 있다. 이러한 요인들은 일반화된 불안 장애, 공황 장애, 심각한 우울 장애, 사회적 철수 및 격리로 이어질 수 있다.

### 재발
때때로 두통은 재발의 규칙성 때문에 "자명종 두통"이라고 불릴 수 있다. CH 공격은 개인을 잠에서 깨게 할 수 있다. 개별 공격과 군발군 모두 메트로놈 규칙성을 가질 수 있다. 매일 아침 또는 밤의 정확한 시간에 공격을 한다. 두통 집단 분류의 재발은 지점, 또는 봄과 가을 춘분 주변에서 더 자주 발생하며, 때로는 순환하는 주기성을 나타낼 수 있다. 반대로 공격 빈도는 예측할 수 없으며 주기성이 전혀 없다. 이러한 관찰은 연구원들이 시상 하부의 관련이나 기능 장애를 추측하도록 자극했다. 시상 하부는 몸의 "생물학적 시계"와 활동일 주기를 조절한다. 일순성 군집성 두통에서 공격은 매일 한 번 이상 발생하며, 수시, 매일 같은 시간에 수 주일 동안 지속되며, 그 다음에 수 주, 수 개월 또는 수 년 간 두통 없는 기간이 계속된다. 군발 두통의 약 10-15%는 만성적이며 여러 해 동안 매일 여러 차례 두통이 발생하며 때로는 완화되지 않는다.
국제 두통 학회 (IHS) 진단 기준에 따라, 두통 발생 사이에 1개월 이상 통증이 없는 완화로 7개에서 365일까지 지속되는 2개 이상의 군발 기간에 발생하는 군발 두통은 일회성으로 분류 될 수 있다. 적어도 1개월의 통증이 없는 완화 없이 1년 이상 두통이 발생하면 만성으로 분류된다. 만성 CH는 순환 간 재치 기간 없이 발생하고 재발한다. 주기에 변동이 있을 수 있다. 즉, 일정 기간 동안 공격의 빈도와 심각도가 예측 가능성 없이 변경될 수 있다. 이 주기 동안 사람들이 겪는 두통 공격의 빈도, 심각성 및 지속 기간은 개인마다 다르며 일시적인 형태의 완전한 완화를 나타내지는 않는다. 만성에서 일발성으로, 일순간에서 만성으로 예측할 수 없는 상태로 바뀔 수 있다.

## 치료
군발 두통의 치료는 예방약의 의의가 지극히 높다. 이는 예방약이 효과적인 것, 두통이 연일 계속 되기 때문에 억제약의 트리프탄 연용이 되어 유효성이 저하하기 때문이다. 또 군발 두통은 치료약의 플러시보 효과가 나오기 어렵다고 여겨지고 있다.

### 예방 치료
일반적인 예방약으로서는 베라파밀 (240~360 mg), 탄산 리튬 (600~900 mg), 바르프로산 (400~600 mg), 트피라마트 (75 mg), 스테로이드 (PSL20mg로부터 점감), 보트리누스 독소 등이 알려져 있다.
영국 국립 의료 기술 평가 기구의 가이드 라인에서는 예방에 베라파밀을 권고해, 이것이 효과를 나타내지 않았던 경우에는 전문가의 지원을 요구해야 한다고 하고 있다.

### 억제 치료
억제 치료로 이용되는 것은 경비 트리프탄, 산소, 에르고타민이다. 트리프탄은 두통이 출현하면 조기 투여하지 않으면 효과가 없는 것이 많아 주사약이 좋다고 여겨진다. 점비약의 경우는 징조의 시점에서 투여하면 효과가 있는 경우가 있다. 산소는 순산소 7~8 l로 15분 정도로 효과가 나오는 경우가 많다. 산소봄베의 상비가 필요하다.
영국 국립 의료 기술 평가 기구의 가이드 라인에서는 돌발성의 군발 두통에 대해, 아세트아미노펜·NSAIDs·오피오이드·에르고타민·경구 트리프탄은 처방해서는 안 된다고 하고 있다.

### 연구 단계에 있는 것
하버드 대학의 연구자인 존 헐펀이 조사를 실시하고 있다. 2006년에는, 그들은 군발 두통 환자에게 청취를 실시해, 시로시빈 사용자의 19인중 18명이, LSD의 사용자의 5인중 4명이, 관해 (들어가고 있는)의 기간을 연장했다는 등, 조사를 위한 정당한 이유가 될 가능성을 얻었다. 2010년에는, 환각 작용이 없지만 화학 구조가 비슷한 2-Bromo-LSD(BOL-148로도 알려진다)를 이용한 증례 연구를 실시했다. 연구로는, 예를 들면 어는 환자로는 30년에 걸쳐 1주일에 40의 발작이 있었지만, 주에 0회에까지 줄어 들었다. 그의 대처는 과학 잡지나 '내셔널 지오그래픽 채널'에서도 언급되었지만, 대기업의 제약회사로부터의 관심을 얻지 않고, entheogen사를 시작해 2-Bromo-LSD가 승인되기 위한 연구 자금을 더해가고 있다.

## 참고 문헌
- 두통의 모두 ISBN 9784521734385
- 두통 클리닉 3 ISBN 9784787816962
- 영국 국립 의료 기술 평가 기구 (2012년 9월). CG150 - Headaches: diagnosis and management of headaches in young people and adults (보고서).